# Eisenbahnunfall von João Ayres
Der Eisenbahnunfall von João Ayres war ein Zusammenstoß zweier Züge am 19. Dezember 1938 zwischen den Bahnhöfen João Ayres und Sitio (heute Teil von Conde), im brasilianischen Bundesstaat Bahia. 42 Menschen starben.

## Ausgangslage
Die Sicherung von Zugfahrten auf dieser Strecke der Estrada de Ferro Central do Brasil erfolgte durch schriftliche erteilte Fahraufträge, die durch die Fahrdienstleiter der Betriebsstellen ausgestellt und von den Lokomotivführern übernommen wurden. Auf der Strecke war zunächst ein Güterzug unterwegs. Ihm folgte ein Personenzug.

## Unfallhergang
Der Fahrdienstleiter des Bahnhofs João Ayres stellte für den Lokomotivführer des Güterzuges einen Fahrauftrag nach Sitio aus. Dieser nahm dessen Inhalt wahr, vergaß dann aber, das Papier mitzunehmen. Der Lokomotivführer des folgenden Personenzuges fand das Papier im Bahnhof João Ayres vor, bezog den Fahrauftrag auf den eigenen Zug und fuhr in den von dem Güterzug noch belegten Streckenabschnitt. Da der Personenzug erheblich schneller fuhr als der Güterzug, fuhr er auf ihn auf. Die drei ersten Personenwagen wurden dabei vollständig zertrümmert.

## Folgen
42 Menschen starben, 70 wurden darüber hinaus verletzt.

## Quelle
- Peter W. B. Semmens: Katastrophen auf Schienen. Eine weltweite Dokumentation. Transpress, Stuttgart 1996, ISBN 3-344-71030-3, S. 97.